# دينيس أوديا
دينيس أوديا (بالإنجليزية: Denis O'Dea)‏ (و. 1905 – 1978 م) هو ممثل مسرحي، وممثل أفلام أيرلندي، ولد في دبلن، توفي في دبلن، عن عمر يناهز 73 عاماً.

## وصلات خارجية
- دينيس أوديا على موقع IMDb (الإنجليزية)
- دينيس أوديا على موقع روتن توميتوز (الإنجليزية)
- دينيس أوديا على موقع ألو سيني (الفرنسية)
- دينيس أوديا على موقع أول موفي (الإنجليزية)
- دينيس أوديا على موقع قاعدة بيانات برودواي على الإنترنت (الإنجليزية)
- دينيس أوديا على موقع قاعدة بيانات الأفلام السويدية (السويدية)
- دينيس أوديا على موقع قاعدة بيانات الفيلم (الإنجليزية)
- دينيس أوديا على موقع كينوبويسك (الروسية)